# 厦门城市职业学院
厦门城市职业学院，加挂厦门开放大学牌子，位于中国福建省厦门市，是一所公办专科层次职业学校兼成人高等学校，创办于2005年。该校现有思明校区和集美校区。

## 历史
1979年，厦门市广播电视大学成立。
厦门城市职业学院是在“厦门广播电视大学”、“厦门教育学院”和“厦门职工大学”三所学校的基础上合并组建而成的全日制公办高等职业院校。（后又有“厦门市城市建设中等职业学校”划归该学院。）2005年4月，学院通过福建省、市专家组的建院评估，同年5月正式成立。
2012年2月9日，在厦门市教育工作会议上决定以广播电视大学为基础筹建厦门开放大学。2020年12月23日，根据《国家开放大学综合改革方案》和《福建省人民政府关于同意厦门市广播电视大学更名为厦门开放大学的批复》，厦门市广播电视大学更名为厦门开放大学。厦门开放大学作为国家开放大学的厦门区域中心，统一纳入国家开放大学办学体系，业务接受国家开放大学的指导和管理。

## 院系设置
厦门城市职业学院（厦门开放大学）设置下列院系（部）：
- 商贸系
- 财会金融系
- 旅游系
- 城市建设与管理系
- 电子与信息工程系
- 机械与自动化工程系
- 教育与民生学院
- 轨道交通学院
- 数字媒体艺术设计学院
- 国际职业教育学院
- 开放教育部
- 继续教育中心
- 通识教育学院
- 创新创业学院
- 马克思主义学院
- 体育教研部

## 校园
思明校区位于厦门岛东海岸的前埔南路，邻近厦门国际会展中心。校内建有三维动画模拟导游、数字录音技术、工业设计、汽车检测与维修等实训室，并有馆藏纸质图书的图书馆。